# Craig Shakespeare
Craig Robert Shakespeare (Birmingham, 26 de outubro de 1963 – 1 de agosto de 2024) foi um futebolista e treinador de futebol inglês que atuava como meia-atacante. 
Como jogador, destacou-se principalment, no Walsall, onde iniciou a carreira em 1981. Em 284 jogos disputados, marcou 45 gols - na opinião de Shakespeare, um destes gols, marcado contra o Chelsea em novembro de 1984, foi o mais bonito em sua trajetória como atleta profissional. Defendeu ainda Sheffield Wednesday, West Bromwich Albion, Grimsby Town, Scunthorpe United e Telford United. Parou de jogar em 2000, no Hednesford Town.
No dia 1º de agosto de 2024, a família de Craig comunicou, por meio de nota ao site da League Managers Association, o falecimento do ex-treinador. Craig lutava contra um câncer, que havia sido diagnosticado no fim do ano anterior.

## Carreira como auxiliar-técnico e treinador
Pouco antes de encerrar a carreira, Shakespeare foi nomeado, em 1999, diretor do programa de futebol comunitário do West Bromwich Albion. Em 2006, fez sua estreia como técnico no mesmo clube, logo após a demissão de Bryan Robson.
A partir de 2008, passou a ser uma espécie de "fiel escudeiro" do técnico Nigel Pearson, acompanhando-o em seus trabalhos no Hull City e no Leicester City. Com a saída de Pearson em 2015, Shakespeare permaneceu na comissão técnica, desta vez como assistente de Claudio Ranieri. Foi ainda auxiliar de Sam Allardyce na Seleção Inglesa, porém a parceria entre eles durou apenas um jogo, depois que Allardyce abandonou o cargo após se envolver num esquema irregular de transferências.
A má campanha dos Foxes na temporada 2016-17, no entanto, provocou uma crise no elenco, culminando com a demissão de Ranieri em fevereiro. Shakespeare, promovido a treinador interino em seguida, ajudou a melhorar o desempenho do Leicester City na Premier League, levando o clube a vencer 2 partidas consecutivas em março. Por isso, foi efetivado até o encerramento da temporada.
Com a vitória frente ao Stoke City, tornou-se o primeiro treinador britânico a vencer 5 jogos seguidos (4 na Premier League e 1 na Liga dos Campeões, contra o Sevilla). Shakey, no entanto, garantiu que o Leicester ainda "não estava completamente livre do rebaixamento".
No dia 8 de junho de 2017, assinou por 3 anos com o Leicester City. Em 17 de outubro de 2017 acabou por ser demitido após deixar o clube na zona do rebaixamento.

## Vida pessoal
Em 12 de outubro de 2023, foi anunciado que Shakespeare foi diagnosticado com câncer. Shakespeare morreu na manhã de 1º de agosto de 2024.